# 르코르뷔지에관
르코르뷔지에관(독일어: Pavillon Le Corbusier)은 스위스 취리히호른의 취리히-제펠트에 있는 미술관으로 스위스 건축가 르 코르뷔지에의 작품을 전시하고 있다. 1960년 하이디 베버는 르 코르뷔지에가 설계한 박물관을 세우는 비전을 가지고 있었다. 이 건물은 당시 르코르뷔지에 센터(Centre Le Corbusier) 또는 하이디 베버 박물관(Heidi Weber Museum)에서 건축가 자신이 만든 이상적인 환경에서 그의 예술 작품을 전시했다. 2014년 4월 건물과 박물관이 취리히시로 이전되었으며, 2016년 5월에 이름이 변경되었다.

## 위치
건물은 제펠트 지구의 취리히호른 인근 취리히 제 호숫가에 위치해 있다. 도보(벨뷰광장 – 젝세로이텐 광장에서 20분) 또는 대중교통: 회시가세 또는 프뢰흘리히스트라세 정류장까지 가는 트램 2 및 4 및 버스 라인 33, 또는 벨뷰광장에서 중국정원까지의 버스 912번과 916번 또는 운행하는 리마트강 보트 취리히호 해운(ZSG)를 타고 취리히호른으로 향한다.

## 르코르지에 센터 건물
1960년대 르코르뷔지에가 미래를 위한 이정표로 만든 콘크리트와 석재, 철골과 유리로 이루어진 그의 업적의 급진적 변화를 표시하기 위해 설계한 마지막 건물이다. 르코르뷔지에는 중앙 코어에 맞는 다양한 색상의 에나멜 판과 결합된 조립식 강철 요소를 집중적으로 사용했으며, 단지 위에 그는 집을 비와 태양으로부터 보호하기 위해 ‘자유 부동’ 지붕을 설계했다.

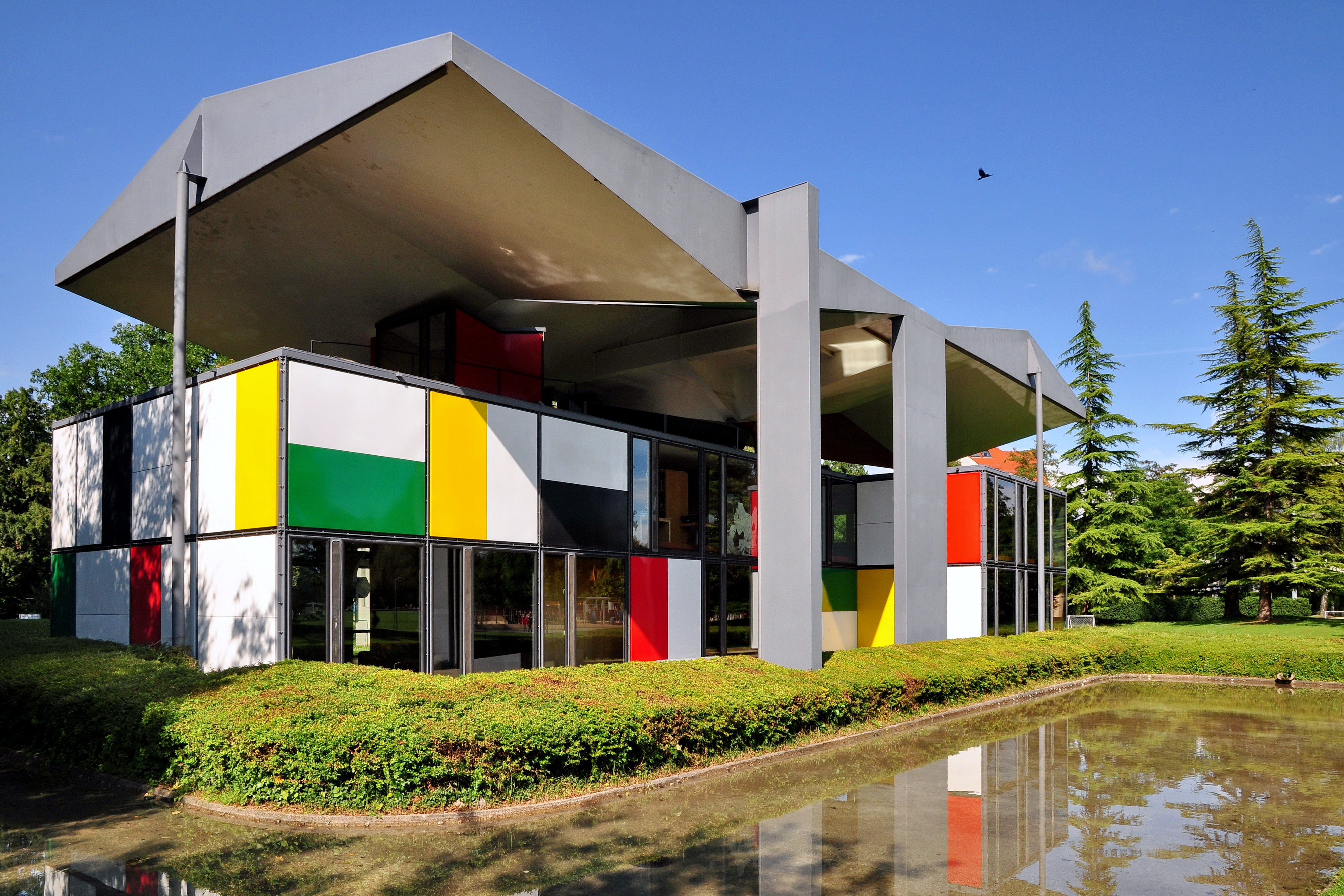
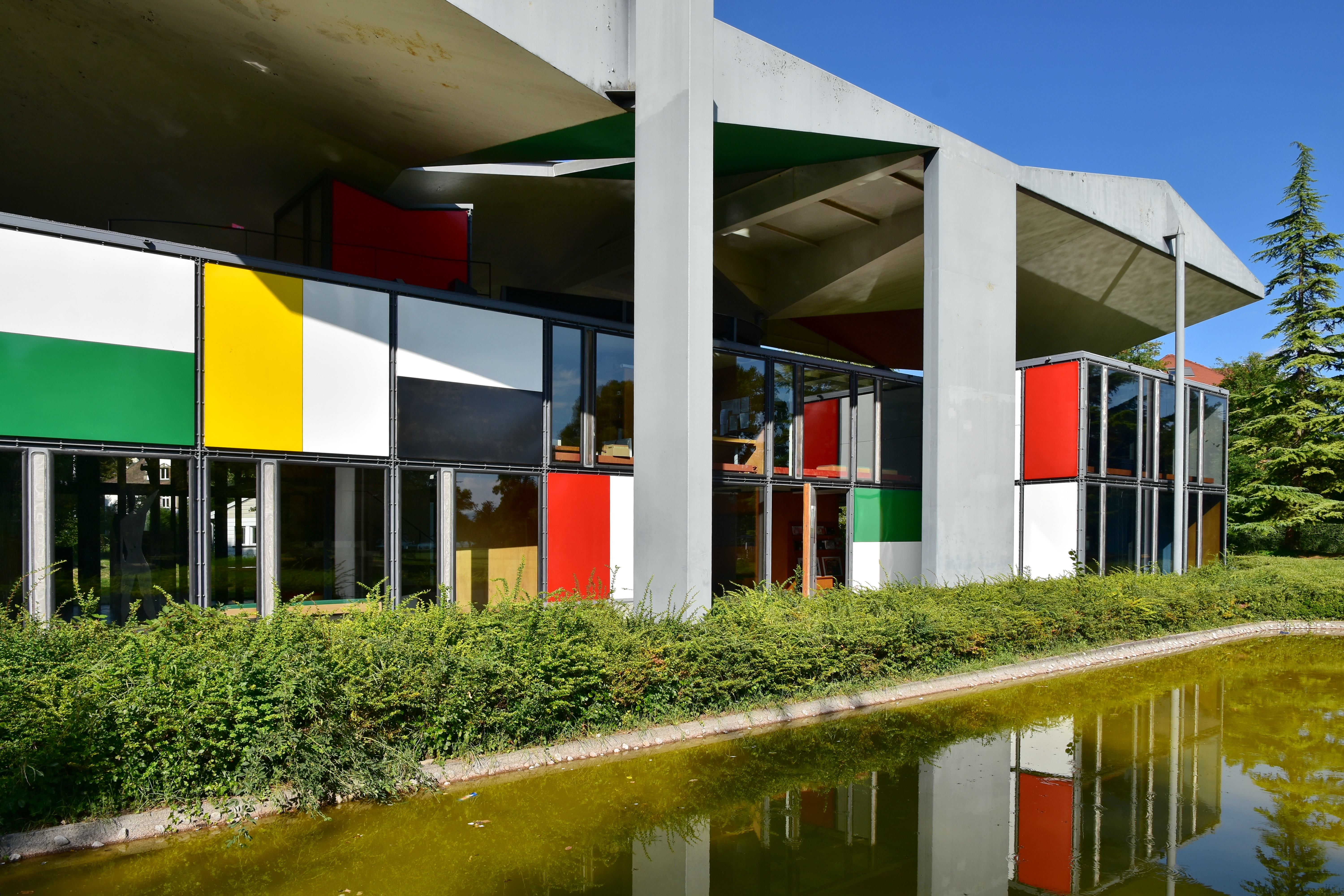
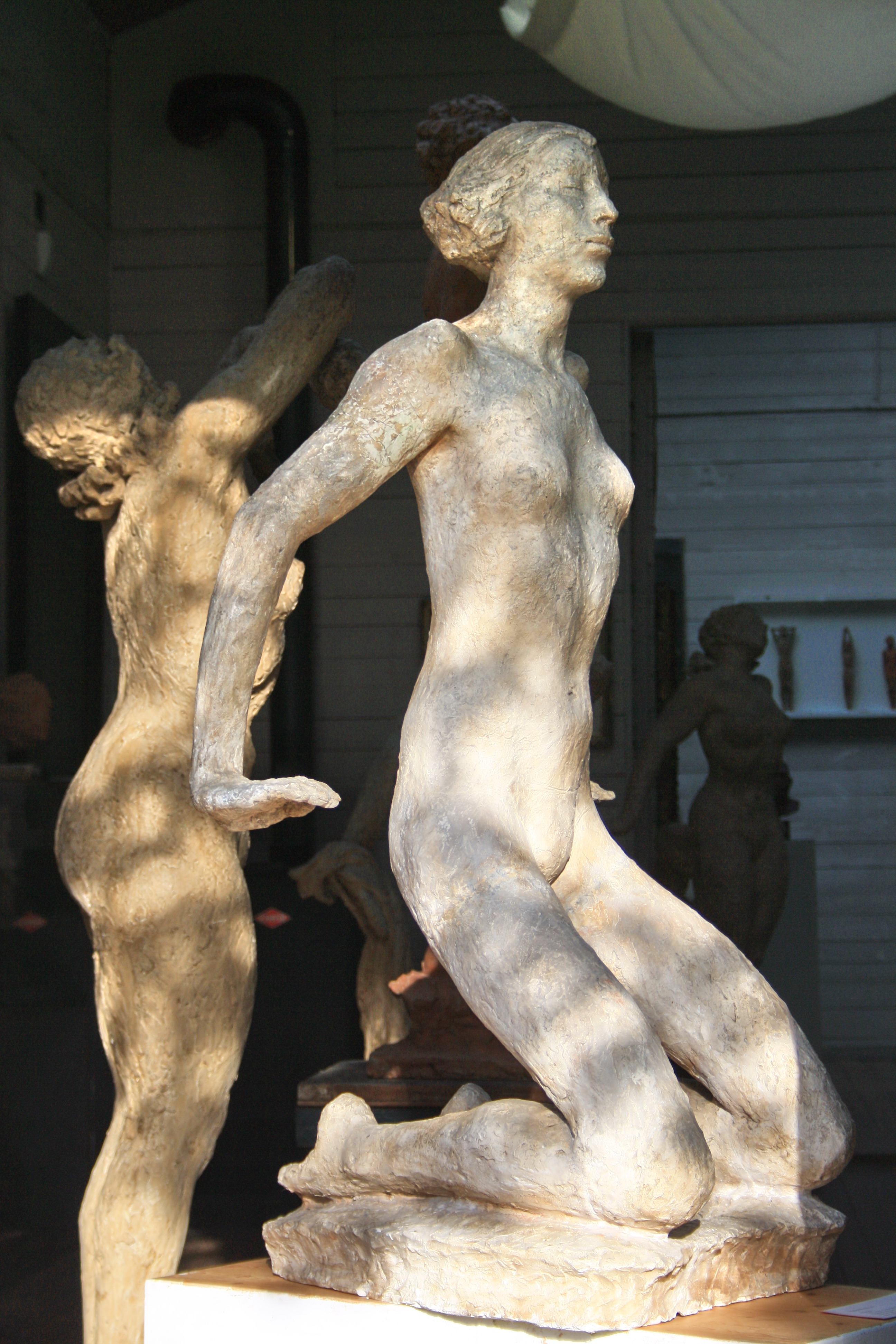
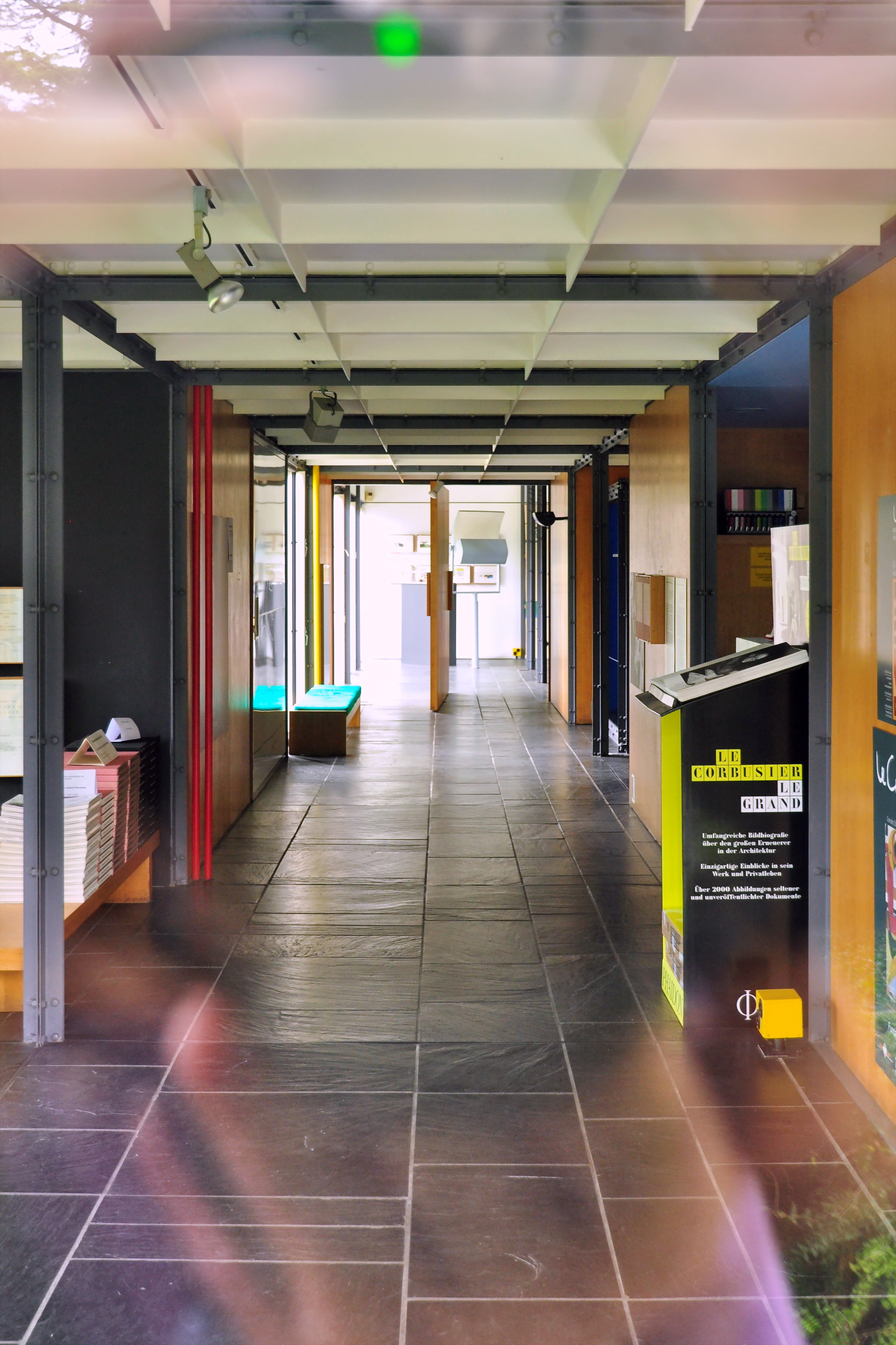
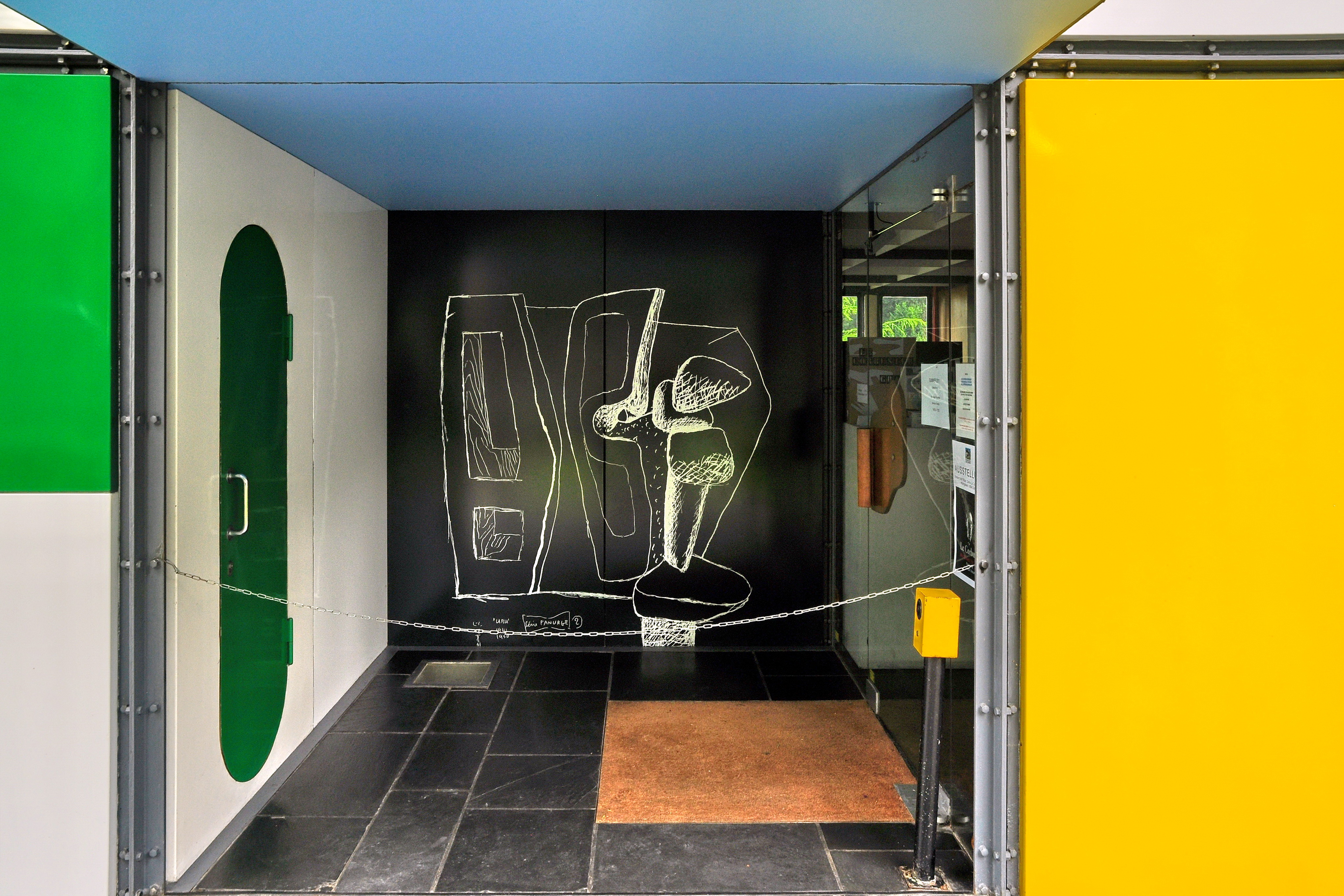
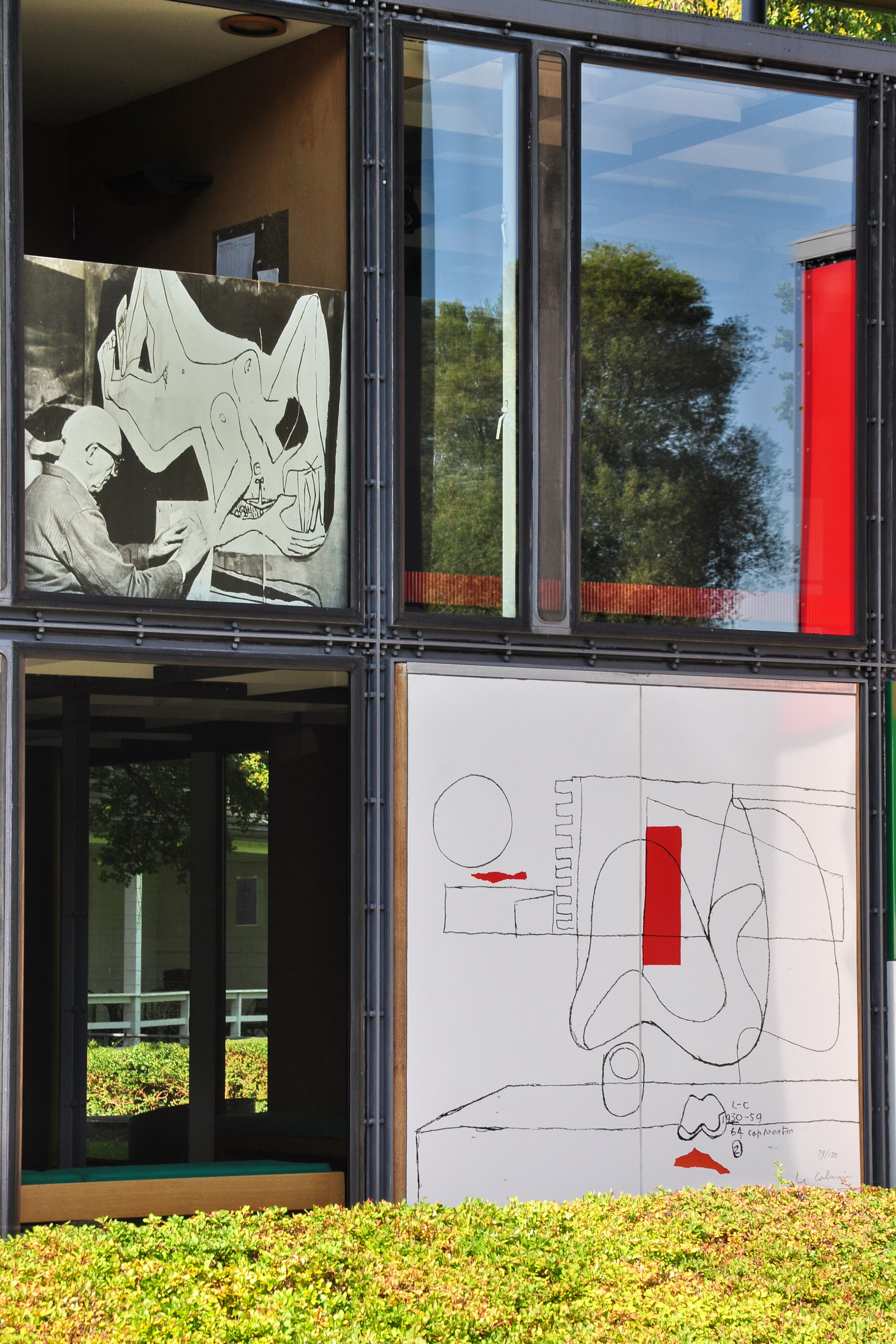
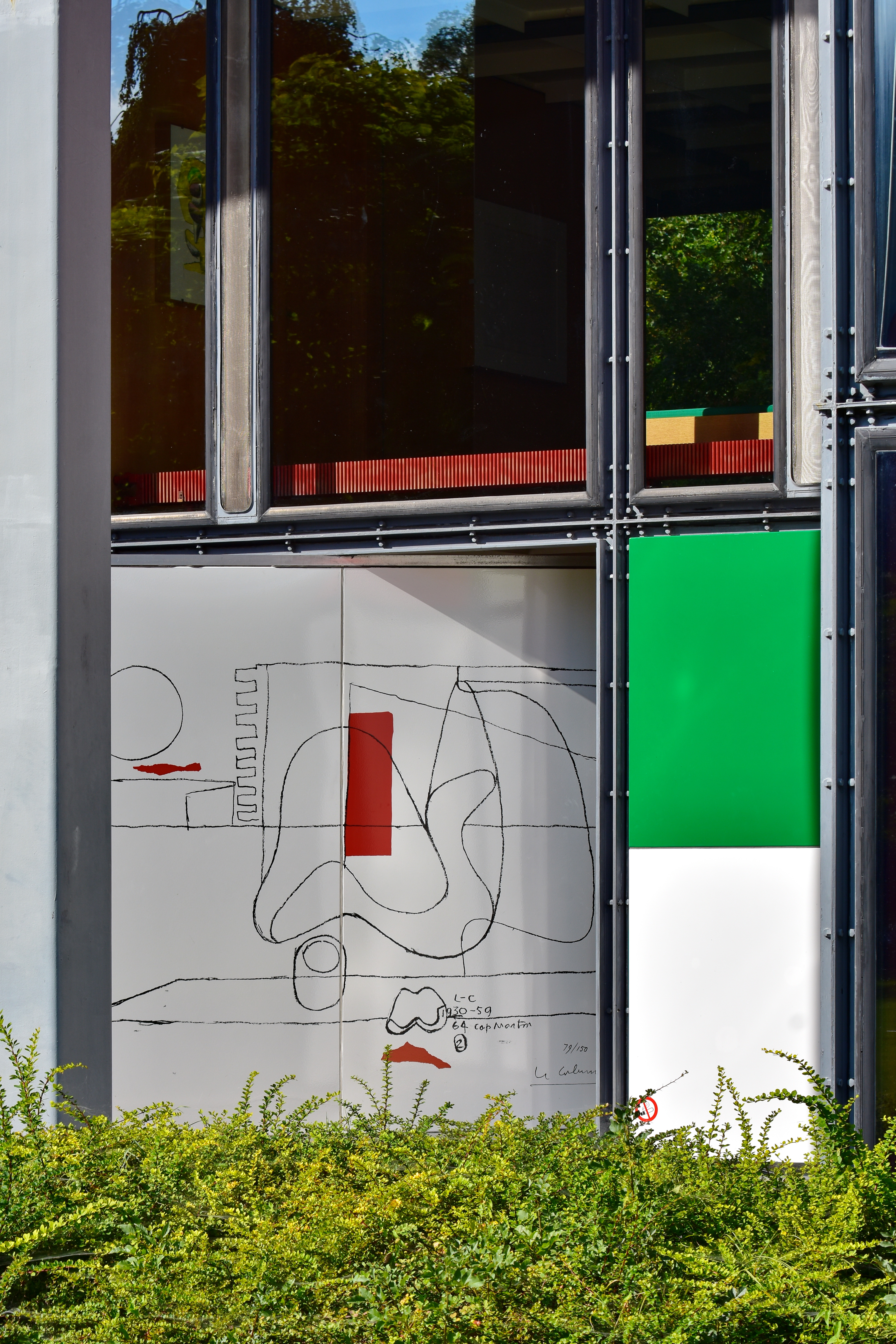
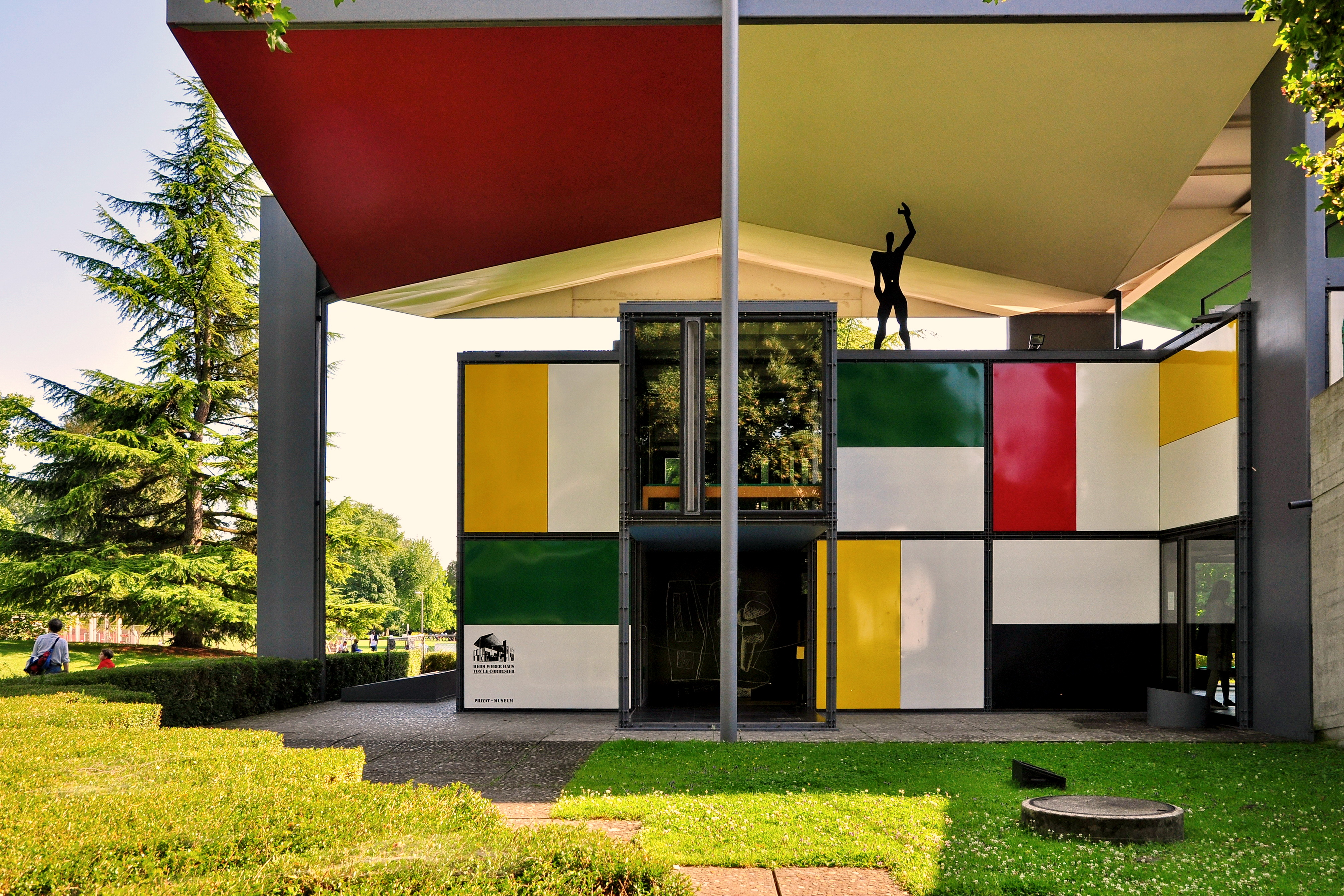
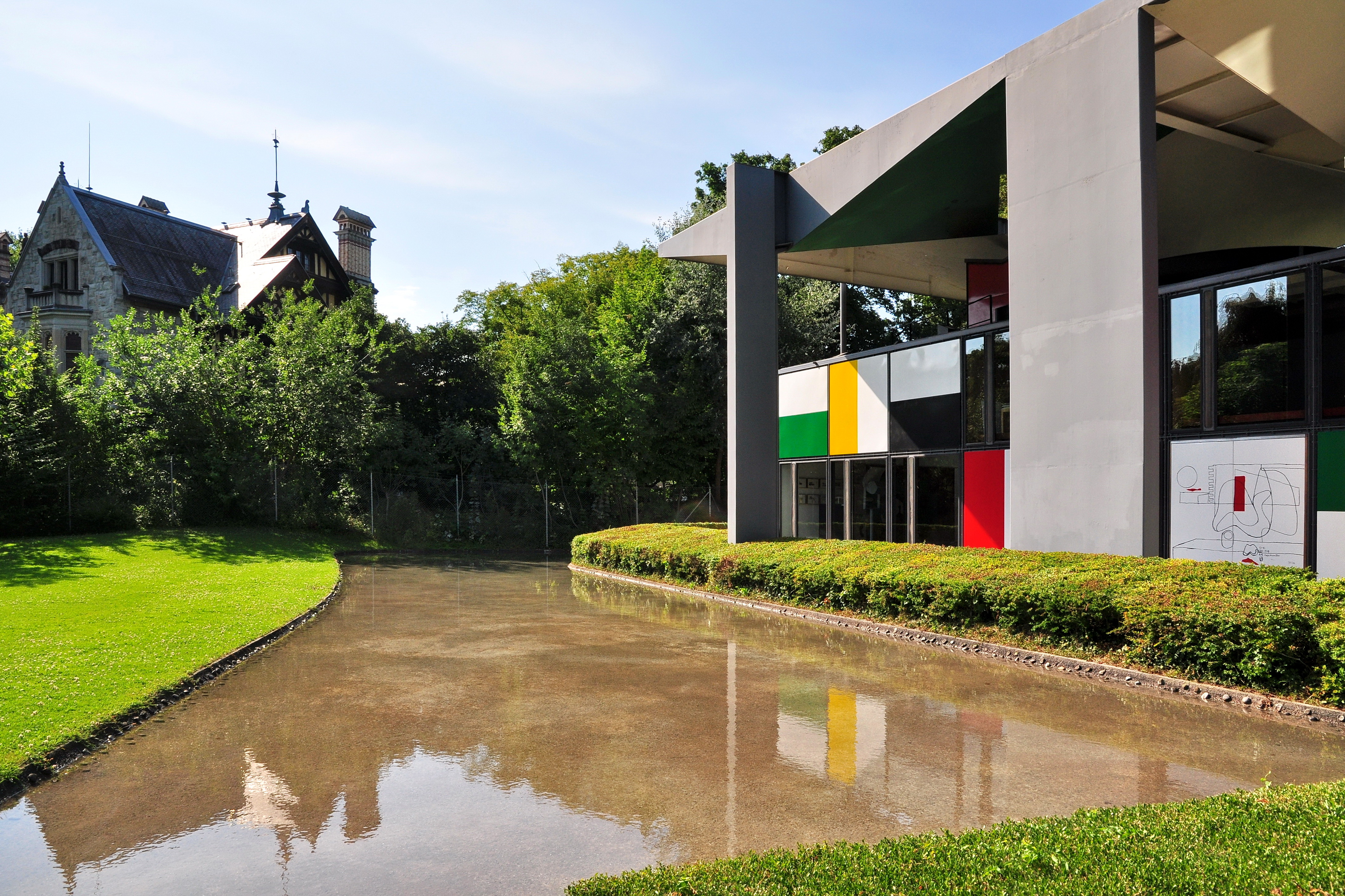

가장 눈에 띄는 건축 요소인 지붕은 두 개의 정사각형 부분으로 구성되며, 각 측면의 표면은 12 x 12m이다. 전체 지표면은 12 x 26.3m이며, 용접된 금속 시트로 구성되며, 무게는 40톤이다. 지붕은 조립식으로 제작된 후 가능한 가장 큰 단위로 건설 현장으로 운송되어 지상에서 조립되었다. 지붕의 최종적으로 용접된 두 부분은 크레인으로 최종 높이(9m)까지 들어 올려 기둥에 고정되었다. 이렇게 완성된 프레임과 함께 건설 프로세스는 그 당시 이미 적절한 위치에 있던 독립적인 지붕 보호의 이점을 얻었다. 현장에서 조립된 2.26 x 2.26m의 큐브로 구성된다. 그런 다음 벽, 창문, 천장 및 바닥을 철골 프레임에 나사로 고정했다. 벽은 1.13미터 x 2.26m 크기의 에나멜 패널로 구성된다. 이 에나멜 패널의 배치는 특정 리듬 시스템에 따라 계획되었다. 마지막으로 전체 건물 단지가 콘크리트 1층에 놓였다. 건물은 2층으로 되어 있는데 5개의 단층 객실과 1개의 복층 객실이 있다. 빌딩 단지를 건설할 때 20,000개 이상의 볼트가 사용되었다.

## 박물관
르코르뷔지에 센터는 종합 예술, 즉 전체 예술 작품으로 간주될 수 있으며, 르 코르뷔지에의 건축, 조각, 회화, 가구 디자인 및 그의 저작의 조화로운 통일성을 반영한다. 이는 독특하고 가능성이 있다. 세계에서 단 하나의 기존 구조. 1968/69년에는 찬디가르와 관련된 위르크 가서의 포괄적인 사진 조사가 전시되었다. 취리히 사진작가는 하이디 베버를 대신해 인도 펀자브주의 새로운 수도를 방문했다. 하이디 베버가 2016년 5월 중순에 개인적인 이유로 르코르뷔지에의 조각, 디자인 및 기념품을 제거했지만, 새로운 소유자인 취리히시가 각각 다른 출처의 컬렉션에서 이러한 항목을 교체했다.

## 역사
1960년 르코르뷔지에는 스위스 미술 수집가이자 후원자인 하이디 베버(하이디 베버)에 의해 공개 전시 건물을 구상하라는 명령을 받았다. 1년 후, 콘크리트로 건축될 건물에 대한 첫 번째 도면이 제시되었고, 1962년에 개념이 강철 건물로 변경되었다. 2년 후 공사가 시작되었다. 1965년 르코르뷔지에가 사망하고 1967년 7월 15일 르코르뷔지에 센터가 공식 출범했다. 1964년 5월 13일 시정부는 건축법에 따라 박물관 부지를 50년간 무상으로 제시했다. 따라서 2014년 5월 13일에 건물은 새로 설립된 공공 하이디 베버 재단 – 르코르뷔지에 센터로 대표되는 취리히시의 재산이 되었다. 이사회는 시와 하이디 베버 여사가 대표를 맡고 있다. (하이디 베버는 “나는 이 솔루션을 환영한다. 그것은 내가 새로운 손으로 집에 들어갈 수 있도록 도와준다.”고 말했다.)
2016년 4월까지 하이디 베버 재단 – 르코르뷔지에 센터는 르코르뷔지에가 설계한 마지막 건물을 보존하고, 전시회를 조직하고, 건축가의 작업과 관련된 문서를 수집했다. 2016년 5월 말 인터뷰에서 하이디 베버는 취리히시에서 잘 정립된 하이디 베버 박물관이라는 이름을 무시하고, 르코르뷔지에관에 있는 박물관과 건물의 이름을 바꾼 것에 실망했다고 말했다. 그렇지 않으면, 시 공무원은 박물관 이름 르코르뷔지에 센터 – 하이디 베버 박물관이 베버 부인에 의해 저주받았다고 말했다. 2016년 5월 중순 하이디 베버는 취리히 시와의 협상이 그녀의 관점에서 실패한 후 박물관을 비우고 이미지, 스케치, 조각, 태피스트리, 가구, 건물의 원래 모델 및 코르비지에의 편지와 메모 아카이브를 제거했다. 시장실은 하이디 베버와의 합의가 예상 가격에 미치지 못했다고 전했다. 베버는 그녀의 이름을 박물관에 복원하기 위해 법적 조치를 취했다.
2016년 중반, 박물관은 취리히시의 문화 부서에서 관리했으며, 재단 설립 이후 법률 변경으로 인해 시 관계자에 따르면 더 이상 실현할 수 없게 되었다. 박물관 입구의 명판은 베버의 장점을 가리키고 취리히시의 감사를 표시하는 반면, 베버는 코르뷔지에 하우스를 오픈하기 위해 상하이 및 칠레 산티아고시와 협상하고 있으며, 2016년 5월 말 인터뷰에서 그녀의 아들이 보완했다. 박물관은 2014년부터 2017년까지 에바 바그너가 운영했다. 이 기간 동안 르코르뷔지에의 작품과 성격, 스위스 건축가의 작품에 대한 4개의 임시 전시회가 있었다. 그 이후로 이 파빌리온은 여름철에 총 약 35,000명의 방문객을 끌어들였다. 2017년 10월 1일 박물관이 폐쇄되고 임시 운영이 종료되었다.

## 재건축과 리노베이션
등재된 파빌리온은 2019년 봄까지 리노베이션될 예정이다. 그때부터 박물관을 위한 박물관 이 파빌리온을 운영할 것이다. 전문가 배심원단은 2017년 9월 박물관의 개념을 만장일치로 선택했는데, 그 이유는 “전시 및 수반되는 이벤트를 위한 매력적이고 맞춤형 프로그램”에 확신이 있었기 때문이다. 2016년 12월, 시 의회는 2019년부터 2022년까지 새로운 후원을 위해 연간 CHF 500,000의 운영 보조금을 승인했다. 또한, 시에서는 연간 CHF 220,000의 임대료가 면제된다.

## 국가 중요 문화재
이 박물관은 스위스 국가 및 지역 중요 문화재 목록에 국가 중요 A급 대상으로 등재되어 있다.

## 유산
1967년에 지어진 취리히의 르코르뷔지에관은 1967년 인도 찬디가르에서 똑같은 건물이지만, 다른 재료로 복사되었다. 찬디가르에서는 강철과 유리 대신 콘크리트를 사용했다. 건물은 1960-1962년에 관련 건축가인 만모한 나트 샤르마 및 시 두트 샤르마와 함께 르코르뷔지에 & 피에르 장네레가 설계한 정부 박물관과 미술관이라고 불렸다.